# Ояма-Мару
Ояма-Мару (Oyama Maru) — транспортне судно, яке під час Другої світової війни взяло участь у операціях японських збройних сил у архіпелазі Бісмарка.
На початку квітня 1943-го Ояма-Мару перебувало в Рабаулі — головній передовій базі у архіпелазі Бісмарка, з якої провадились операції на Соломонових островах та сході Нової Гвінеї. 7 квітня воно полишило цей порт та у складі конвою попрямувало до Трук (потужна база ВМФ на сході Каролінських островів, з якої до лютого 1944-го провадились операції у цілому ряді архіпелагів).
9 квітня за три з половиною сотні кілометрів на північ від острова Новий Ганновер підводний човен «Драм» випустив 3 торпеди по Ояма-Мару, одна з яких влучила в судно. Ояма-Мару затонуло, при цьому загинуло 4 члени екіпажу.